# Regina Lukk-Toompere

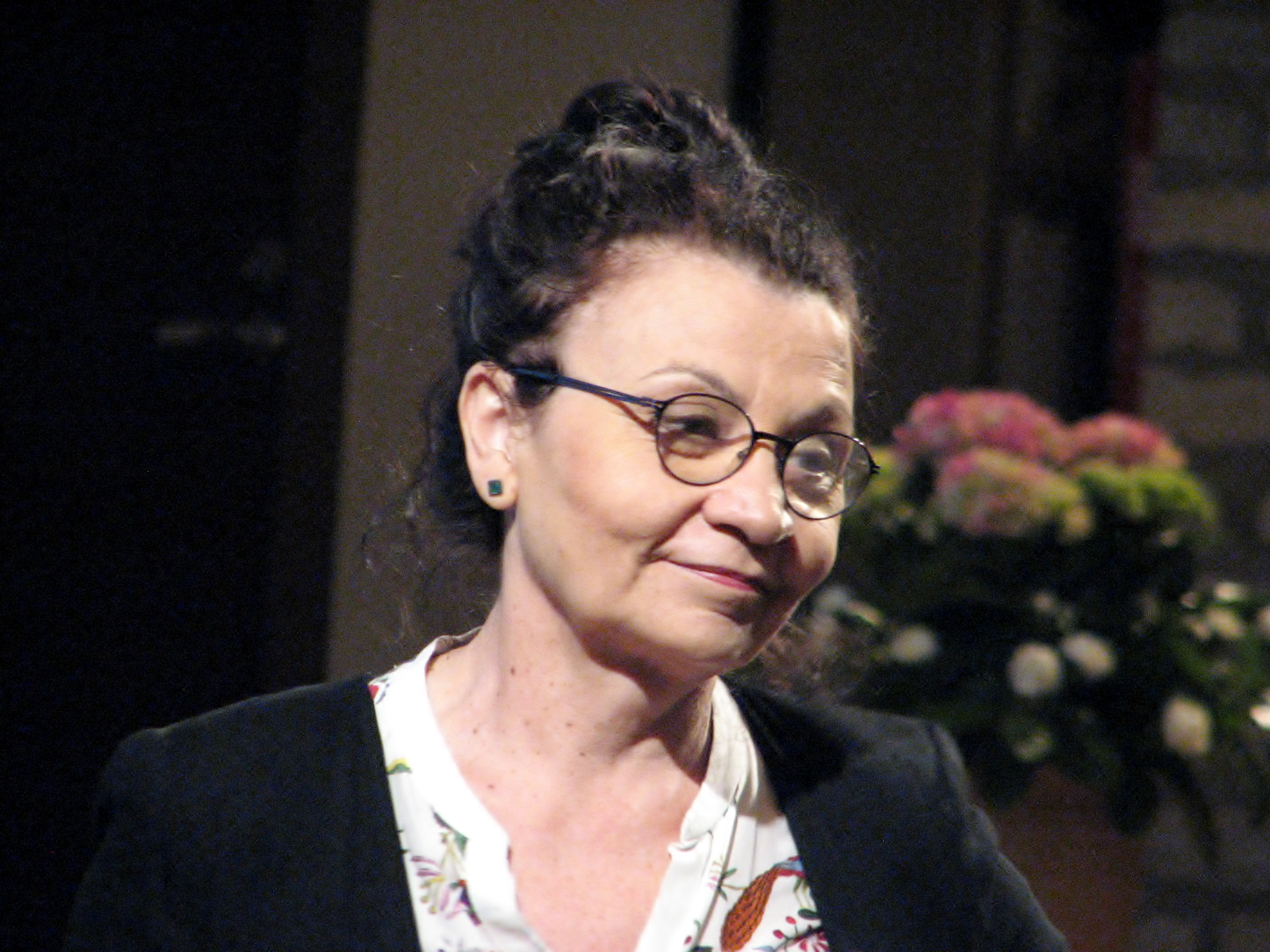
Lukk-Toompere em Regina

Regina Lukk-Toompere (nascida em 23 de agosto de 1953) é uma ilustradora da Estónia.
Em 1981 formou-se no Departamento de Arte Gráfica do Instituto de Arte do Estado da Estónia em ilustração e design de livros.
Ela pertence às seguintes organizações: Associação de Artistas da Estónia, Associação de Designers Gráficos da Estónia e Secção da Estónia do IBBY .
Ela ilustrou mais de 90 livros e livros didáticos.